# Tulipa lownei
Tulipa lownei là một loài thực vật có hoa trong họ Liliaceae. Loài này được Baker mô tả khoa học đầu tiên năm 1874.